# Hollis (Oklahoma)
Hollis is een plaats (city) in de Amerikaanse staat Oklahoma, en valt bestuurlijk gezien onder Harmon County.

## Demografie
Bij de volkstelling in 2000 werd het aantal inwoners vastgesteld op 2264.
In 2006 is het aantal inwoners door het United States Census Bureau geschat op 2095, een daling van 169 (-7,5%).

## Geografie
Volgens het United States Census Bureau beslaat de plaats een oppervlakte van
3,7 km², geheel bestaande uit land. Hollis ligt op ongeveer 496 m boven zeeniveau.

## Plaatsen in de nabije omgeving
De onderstaande figuur toont nabijgelegen plaatsen in een straal van 36 km rond Hollis.